# Casa Boccaccio
El Museo Casa Boccaccio se encuentra en la parte medieval de la ciudad de Certaldo en la provincia de Florencia.
Actualmente es dirigido por la Administración comunal. Junto al Palacio Pretorio y el Museo de Arte Sacra forma un único circuito museístico.

## Historia del edificio
Se trata de la casa en la cual, de acuerdo a la tradición, vivió sus últimos años el famoso novelista, cuya familia era originaria de esta población. En el testamento fechado el 28 de agosto de 1374, Giovanni Boccaccio deja como herencia este inmueble a su hermano Iacopo. A partir de esta fecha no se tienen más noticias referentes al destino de la vivienda hasta principios del siglo XIX.

## ElsigloXIX
En los primeros años del siglo XIX la casa fue adrquirida y restaurada por la marquesa Carlotta Lenzoni de Medici, amiga de poetas de la talla de Giacomo Leopardi y Lord Byron.La marquesa dotó el edificio de un nuevo mobiliario y de un fresco que representa a Boccaccio, obra del pintor neoclásico Pietro Benvenuti. La marquesa Lenzoni cede posteriormente la casa al Estado. Durante la Segunda Guerra Mundial la casa fue casi completamente destruida por los bombardeos pero el mencionado fresco se salvó milagrosamente. La casa museo hoy es sede del Ente Nacional Giovanni Boccaccio y de una importante biblioteca especializada en la obra del famosísimo morador.

## Visita al museo
El museo contiene muebles y objetos del siglo XVII recopilados por la marquesa Lenzoni, medallas conmemorativas,objetos medievales, textos antiguos de crítica boccacciana y obras del escritor en lengua extranjera. En la planta baja una gran sala recibe al visitante con paneles que representan la vida y obra de Giovanni Boccaccio, mientras que en el primer piso se encuentra la biblioteca y la sala del fresco. Además se exhibe una reproducción del primer retrato de Boccaccio. Subiendo al segundo piso se accede a una galería cubierta y desde allí es posible continuar la visita hasta la torre que forma parte del edificio y desde la cual se aprecia una magnífica vista de la Valdelsa.